# Língua pucapucari
Pucapucari, ou Nanti, é uma língua Aruaque quase extinta que é falada por cerca de 250 pessoas no sudeste da Amazônia Peruana nas proximidades das cabeceiras dos rios Camisea e Timpía. Pertence ao ramo das línguas Campa (Kampa), sendo muito aproximada à Matsigenka, com a qual tem uma significativa inteligibilidade mútua.
A língua é por vezes chamada Kogapakori (variantes: Cogapacori, Kugapakori), um nome pejorativo de origem que significa 'pessoa violenta'.

## Escrita
O alfabeto latino usado pelo Machiguenga é bem limitado e não apresenta as letras C, D, H, K, Q, V, W, Z;